# Mirmecomorfismo

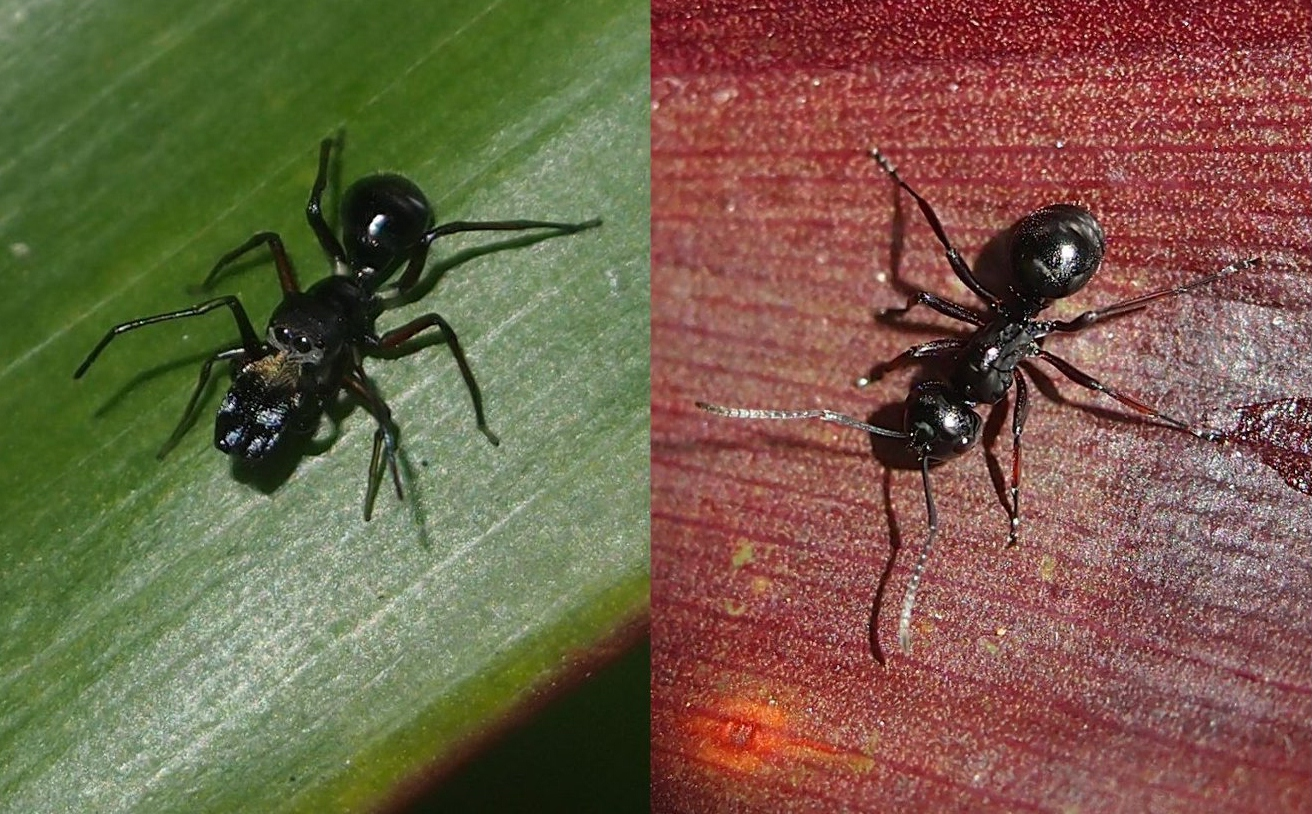
Ragno mirmecomorfo del genere Myrmarachne (a sinistra) e formica operaia del genere Polyrhachis (a destra)

In entomologia il mirmecomorfismo è una forma di mimetismo che consiste nell'imitazione, da parte di ragni, insetti o altri artropodi, delle sembianze e talvolta del comportamento delle formiche.
Alcuni organismi utilizzano il mirmecoformismo per sfuggire a predatori quali gli uccelli o le vespe, che solitamente evitano le formiche in quanto poco appetibili ed aggressive (mimetismo difensivo); altri usano la loro somiglianza per introdursi all'interno dei formicai e predare larve e uova delle formiche (mimetismo offensivo).

## Aracnidi

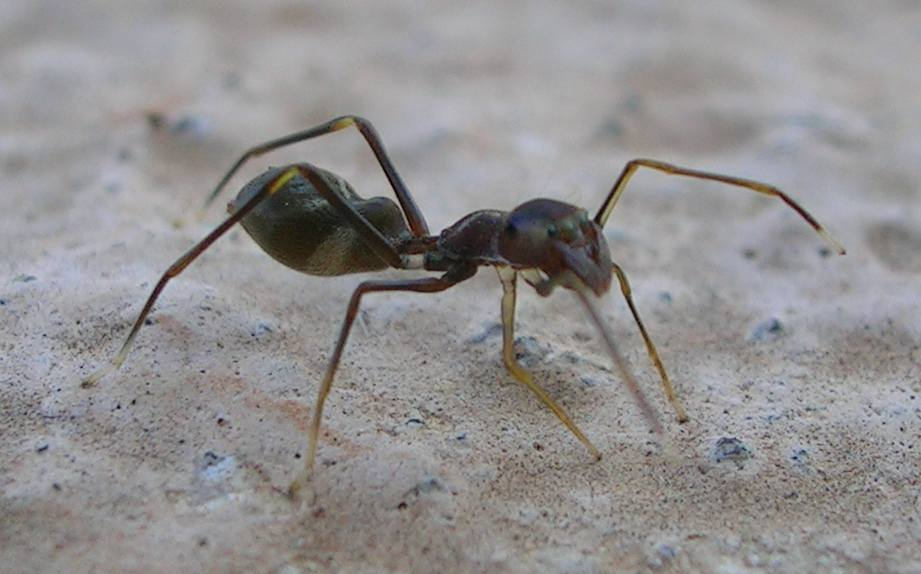
Ragno mirmecomorfo della famiglia Salticidae.

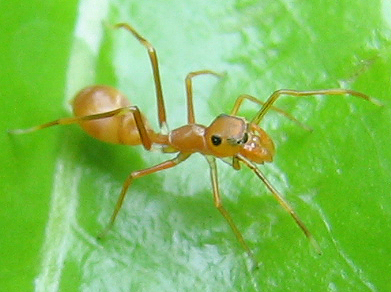
Il ragno Myrmarachne plataleoides mima le sembianze della formica Oecophylla smaragdina.

Il mirmecomorfismo nei ragni si esprime attraverso adattamenti che vanno dalle semplici similarità di colorazione, a modificazioni morfologiche complesse tali da rendere compatibile la struttura corporea a due segmenti (cefalotorace e opistosoma), tipica dei ragni, con quella a tre segmenti (capo, torace e addome) tipica delle formiche. Il problema rappresentato dal numero delle zampe (8 nei ragni, 6 nelle formiche) è risolto utilizzando solo tre paia di zampe per deambulare ed agitando le zampe anteriori come se fossero antenne (assenti nei ragni).
Specie mirmecomorfe esistono all'interno delle seguenti famiglie di ragni:
- Araneidae (Melychiopharis cynips, Micrathena spp.)
- Corinnidae (Castianeira spp., Corinna vertebrata, Mazax pax, Mazax spinosa, Myrmecium bifasciatum e altre Myrmecium spp., Myrmecotypus spp., Sphecotypus niger, Pranburia mahannopi)
- Dysderidae (Harpactea hombergi)
- Eresidae (Seothyra schreineri)
- Gnaphosidae (Callilepis nocturna, Micaria spp.)
- Linyphiidae (Linyphia furtiva, Meioneta beata)
- Liocranidae (Phrurolithus spp.)
- Oonopidae (Diblemma donisthorpei)
- Salticidae (Belippo calcarata, Belippo ibadan, Bocus spp., Consingis dakota e altre Consingis spp., Corcovetella aemulatrix, Martella furva, Myrmarachne spp., Paradamoetas cara, Peckhamia picata, Sarinda spp., Synageles spp., Synemosyna spp., Tutilina, Ugandinella, Uluella formosa, Zuniga laeta)
- Theridiidae (Anatea formicaria, Cerocida strigosa, Coleosoma floridanum, Helvibis brasiliana, H. chilensis, Heleosoma floridanum)
- Thomisidae (Amyciaea spp., Aphantochilus rogersi e altre Aphantochilus spp., Bucranium spp., Cryptoceroides cryptocerophagum, Strophius nigricans)
- Zodariidae (Storena spp., Zodarion spp.)

In alcune specie il mirmecomorfismo è prerogativa di uno solo dei sessi: p.es. in Micrathena solo i maschi e le forme giovanili sono mirmecomorfi. In altri casi maschi e femmine possono imitare specie diverse. Ci sono poi specie che presentano diverse forme, ciascuna delle quali mima un differente modello di formica: p.es le forme con livrea giallo-bruna di Synemosyna aurantiaca mimano le sembianze di Pseudomyrmex flavidulus e P. oculatus, mentre le forme con livrea nera assomigliano a P. gracilis e P. sericeus. Tra i ragni del genere Myrmarachne è molto comune il mimetismo transformazionale, che comporta l'adozione di modelli differenti di formiche nei differenti stadi dello sviluppo postembrionale.
Alcuni ragni mirmecomorfi sono anche mirmecofili, cioè vivono in associazione con colonie di formiche: è il caso, p. es. di Myrmarachne assimilis, che vive a stretto contatto con le colonie di Oecophylla smaragdina.

## Coleotteri

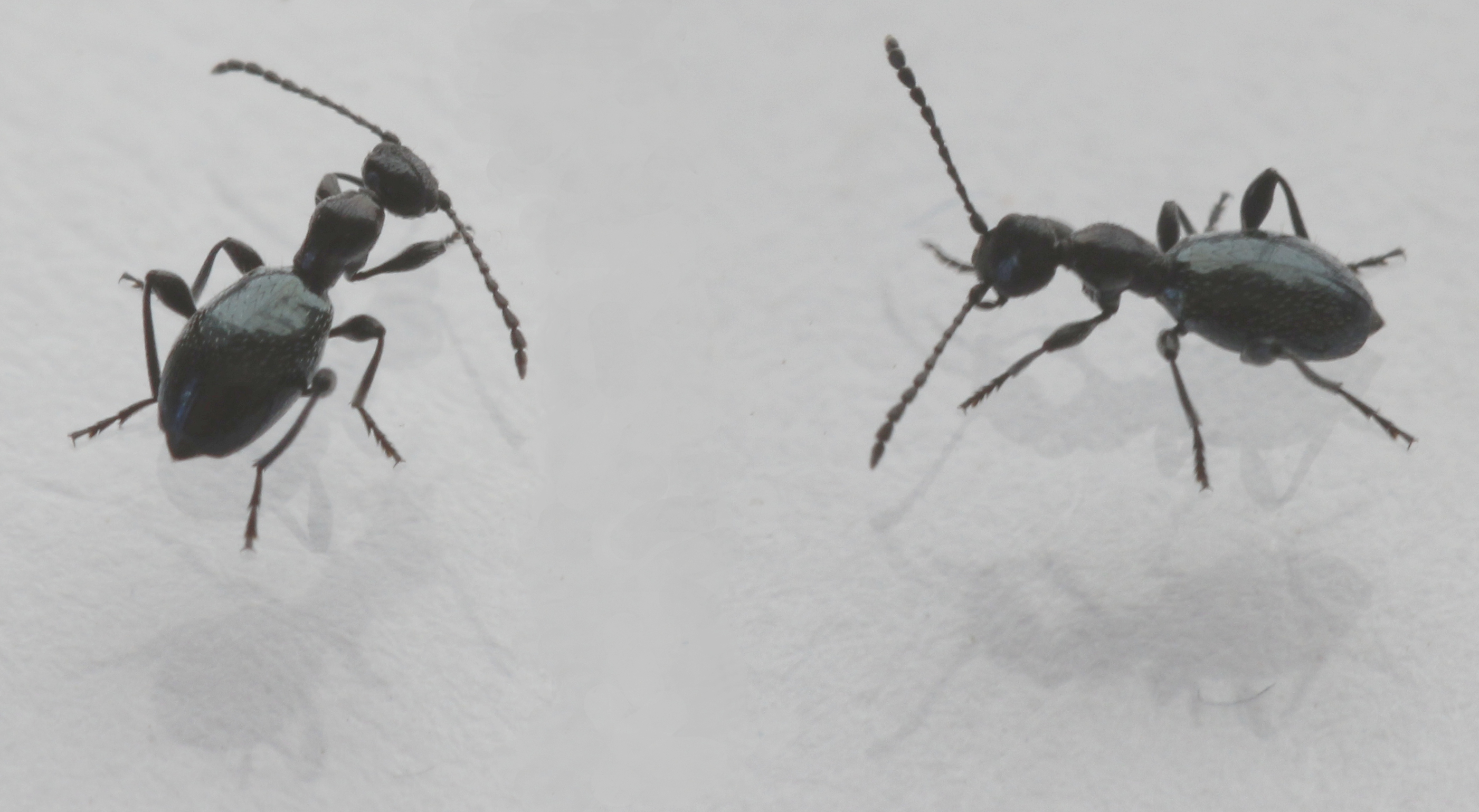
Anthelephila cyanea (Anthicidae)

I coleotteri della famiglia Anthicidae presentano una serie di caratteristiche (un collo marcatamente ristretto, un pronoto più largo nella parte anteriore e più stretto in quella posteriore, delle antenne lunghe e sottili) che conferiscono a questi insetti una apparenza simile a quella delle formiche.
In alcuni casi (p.es. Anthelephila cyanea) la somiglianza è davvero sorprendente. Nonostante ciò, la gran parte delle oltre 3000 specie che formano questa famiglia non ha alcun rapporto con le formiche: il mirmecomorfismo è solo una forma di mimetismo batesiano che garantisce protezione contro potenziali predatori.

Molti coleotteri stafilinidi che vivono in associazione con le formiche legionarie (Dorylinae) presentano una somiglianza davvero notevole con le loro ospiti: un esempio eclatante è quello di Ecitomorpha nevermanni, la cui colorazione varia dal rosso al nero per adattarsi alle variazioni regionali di colore di Eciton burchellii. Dal momento che le formiche del genere Eciton hanno una vista molto limitata, anche il mirmecomorfismo di questi coleotteri va inteso una forma di mimetismo volto ad ingannare eventuali predatori.

Numerosi esempi di mirmecomorfismo si ritrovano tra i cerambicidi: fra i tanti si possono citare le specie centro-americane Mallocera spinicollis, Neoclytus oesopus e Diphyrama singularis, tutte estremamente somiglianti a formiche della sottofamiglia Myrmicinae, Euderces velutinus che mima Camponotus sericeiventris, Pseudomyrmecion ramalium somigliante a Crematogaster scutellaris, Cyrtinus pygmaeus molto simile a Lasius alienus e Michthisoma heterodoxum con sembianze simili a quelle di Camponotus pennsylvanicus.

Casi di mirmecomorfismo si riscontrano anche tra i curculionidi: p.es. Cylindrocopturinus hainesi e Copturus mimeticus riproducono le sembianze delle formiche del genere Zacryptocerus, mentre Copturus paschalis imita la formica Camponotus sericeiventris.

## Ditteri

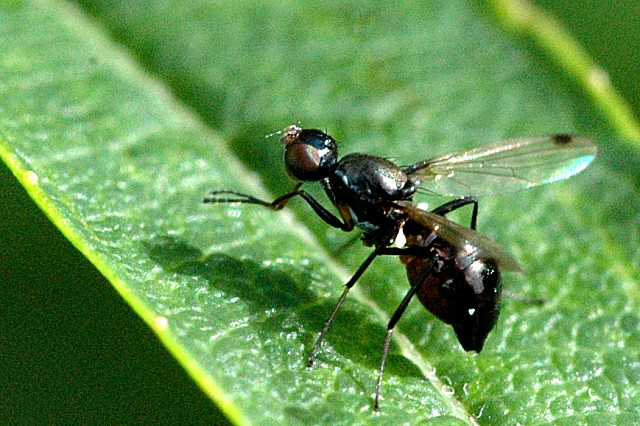
Sepsis fulgens (Sepsidae)

Il mirmecomorfismo è molto diffuso in diverse famiglie di ditteri, anche se mancano revisioni approfondite del fenomeno e la maggior parte delle conoscenze si basa su osservazioni aneddotiche.

Sembianze mirmecoidi sono state descritte in numerose specie di Micropezidae; in particolare nella specie attera australiana Badisis ambulans sono state evidenziate notevoli somiglianze morfologiche con le formiche della sottofamiglia Dolichoderinae.
Tra le specie del genere Sepsisoma, genere neotropicale della famiglia Richardiidae, sono state descritte somiglianze con le formiche del genere Camponotus (Formicinae).
Analoghe osservazioni sono state compiute per i generi Strongylophthalmyia (Strongylophthalmyiidae), Syringogaster (Syringogastridae), Inium (Platystomatidae), e per numerosi generi delle famiglie Neurochaetidae e Sepsidae.

## Fasmidi

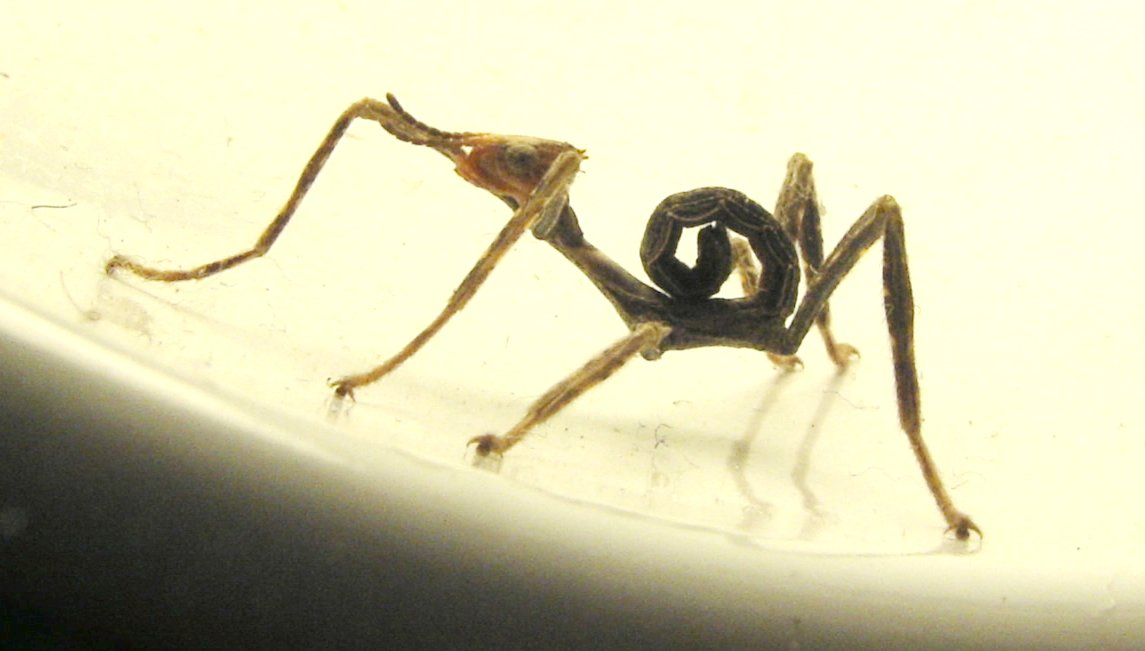
Neanide di Extatosoma tiaratum (Phasmatidae)

Le neanidi di 1ª età dell'insetto-foglia Extatosoma tiaratum, nere con il capo rosso, mimano l'aspetto della formica tropicale Leptomyrmex darlingtoni (Dolichoderinae). Anche il loro movimento, erratico, ricorda quello delle formiche. Alla muta successiva il loro aspetto si modifica somigliando a quello che avranno da adulti, simile ad una foglia secca.

I fasmidi della specie Phalces brevis depongono uova che assomigliano a semi di piante, complete di una struttura chiamata "capitulum" che è simile agli elaiosomi presenti nelle piante che si diffondono per mirmecocoria. Queste uova vengono raccolte dalle formiche e portate all'interno dei loro nidi.

## Mantoidei

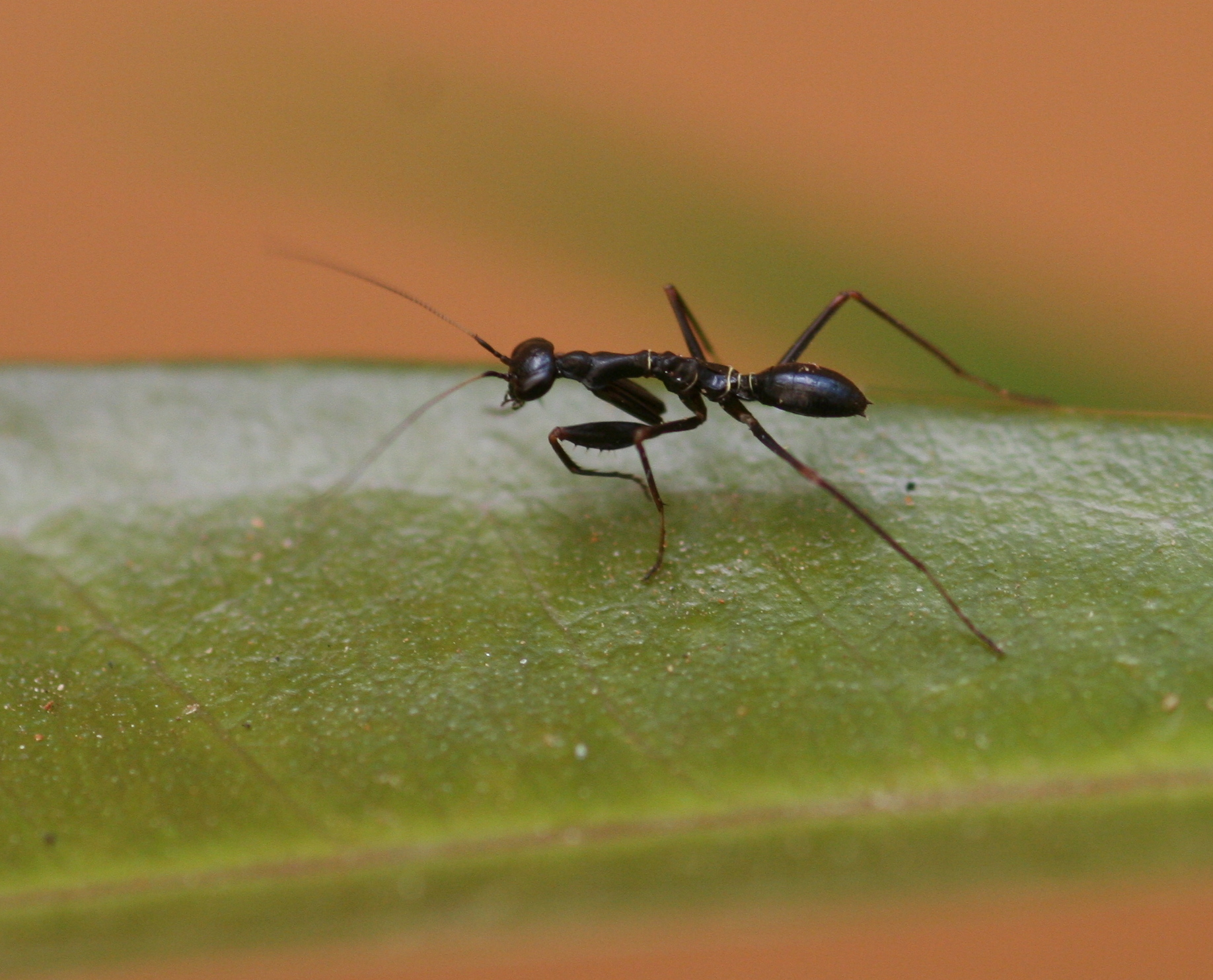
Neanide di Odontomantis sp. (Hymenopodidae)

Diverse specie di mantidi esibiscono un mirmecomorfismo limitato ai primi stadi del loro sviluppo postembrionale, una fase in cui risultano particolarmente vulnerabili a potenziali predatori quali uccelli o imenotteri. Nelle fasi successive dello sviluppo perdono tali caratteristiche ricorrendo ad altre forme di mimetismo (mimetismo trasformazionale). Per esempio le neanidi di I stadio della mantide africana Phyllocrania paradoxa (Hymenopodidae) sono di colore nero e con aspetto che ricorda marcatamente quello delle formiche. Dopo le prime due mute esse assumono le sembianze degli insetti adulti, che sono di colore bruno e con aspetto che simula quello di una foglia secca. Le neanidi di I stadio della mantide messicana Mantoida maya (Mantoididae) riproducono le sembianze della formica Camponotus planatus; negli stadi successivi tendono invece ad assomigliare alle vespe. Le mantidi asiatiche del genere Creobroter (Hymenopodidae) nei primi stadi del loro sviluppo sono di colore uniformemente nero e brillante; a partire dalla terza muta, perdono le sembianze mirmecomorfe per assumere la colorazione verdastra che le aiuta a confondersi nella vegetazione.

Le neanidi della mantide sudamericana Acontista concinna (Acanthopidae) sono di un colore rosso brillante che le fa assomigliare alle formiche del genere Solenopsis. A seguito delle prime mute compaiono delle macchie verde-bruno che confluiscono in una colorazione interamente verde negli insetti adulti.

La somiglianza con le formiche delle neanidi della mantide asiatica Odontomantis planiceps (Hymenopodidae) riguarda non solo l'aspetto ma anche il comportamento: nei primi stadi esse tendono infatti ad aggregarsi in colonie numerose, imitando i movimenti erratici dei loro modelli.

## Ortotteri

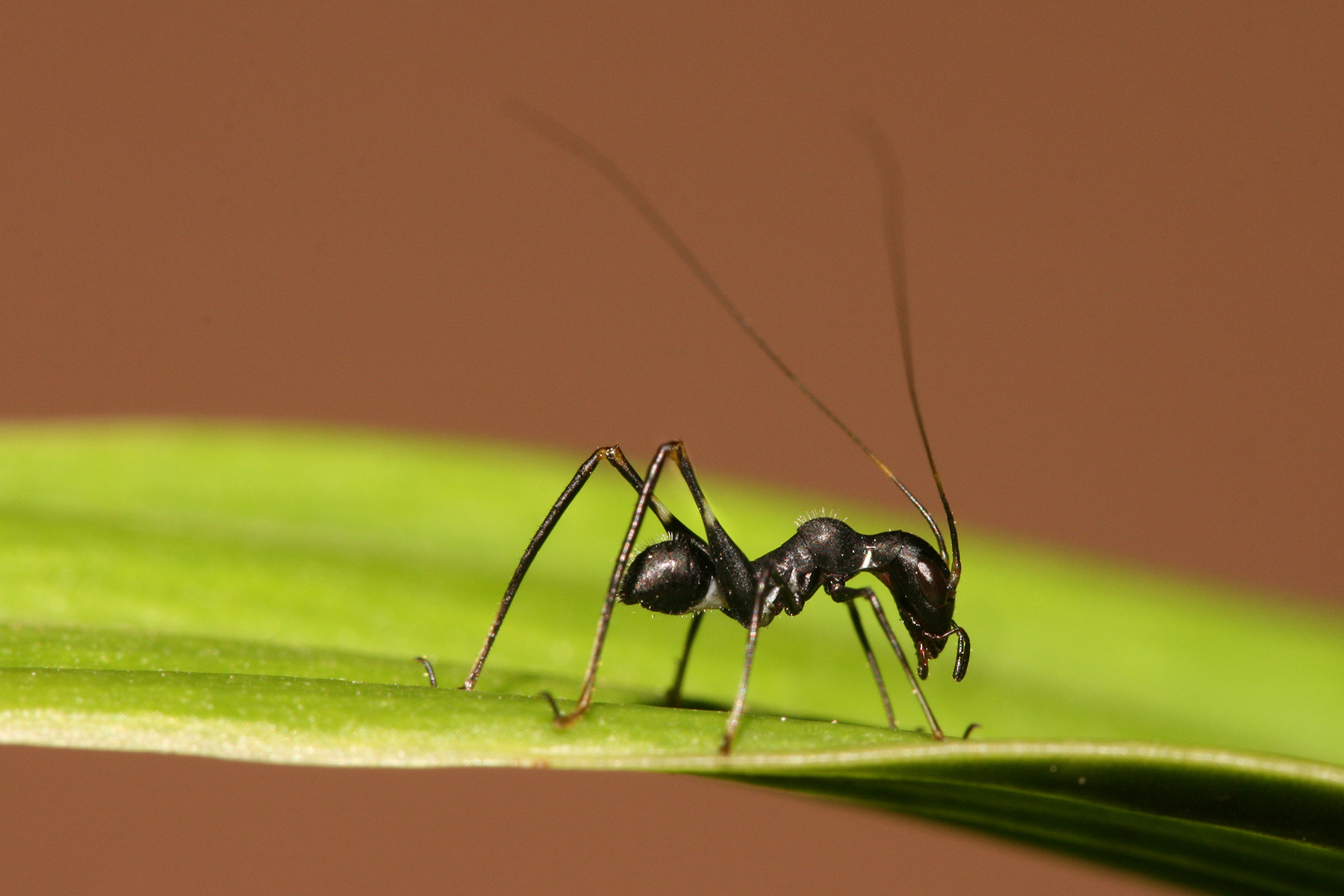
Neanide di Macroxiphus sp.

Anche tra gli ortotteri si riscontrano casi di mirmecomorfismo limitato ai primi stadi di sviluppo.

Per esempio, le neanidi di I e II stadio di alcune specie del genere Macroxiphus (Tettigoniidae) hanno una colorazione nera e presentano modificazioni strutturali del pronoto e dell'addome che le rendono estremamente somiglianti alle formiche. La somiglianza è accentuata da un comportamento simile a quello delle formiche: si muovono sul terreno durante il giorno, spesso mischiandosi alle formiche stesse, con la tipica andatura erratica, e si nutrono dei detriti della lettiera. Dopo la terza muta la conformazione dei segmenti toracici e addominale si modifica e le larve cambiano abitudini per divenire notturne e fitofaghe, assumendo la tipica andatura dei Tettigoniidi.

Anche le neanidi di I stadio della cavalletta australiana Torbia viridissima (Tettigoniidae) sono estremamente somiglianti a delle formiche, di colore dal bruno scuro al nero. Dopo le prime mute perdono tale caratteristica ed iniziano a sfoggiare la livrea verde brillante tipica dell'insetto adulto.

## Rincoti

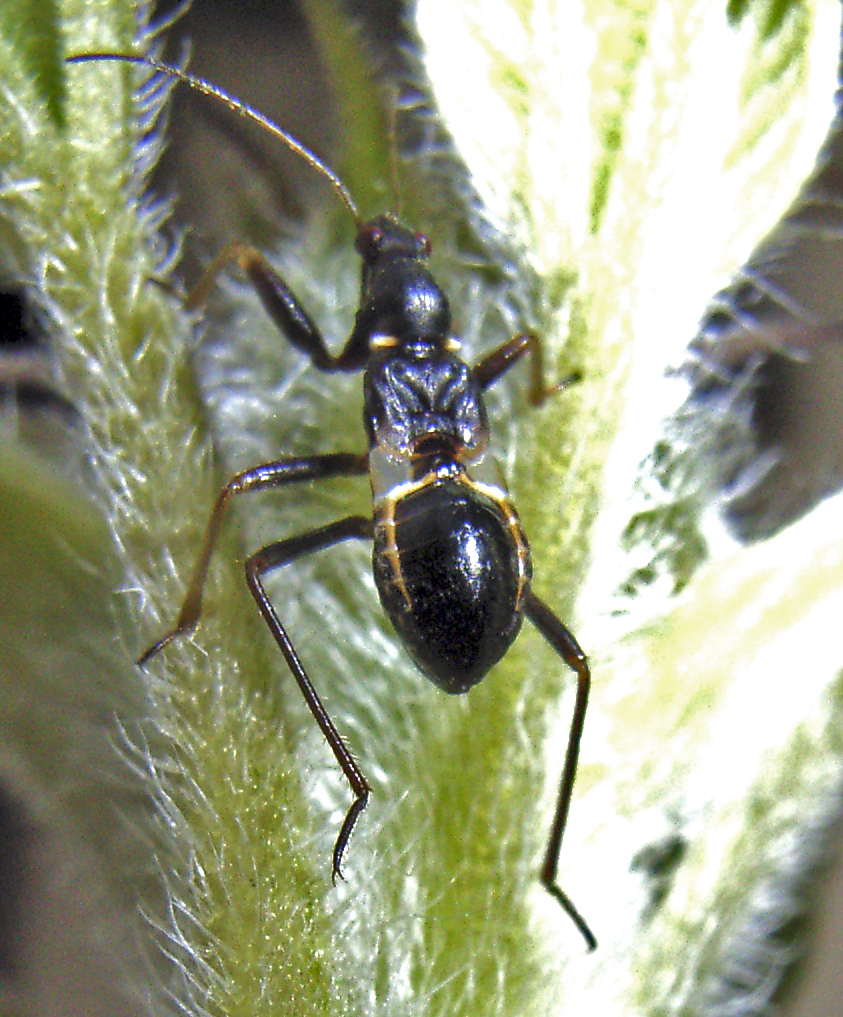
Neanide di Himacerus mirmicoides (Nabidae)

Esempi di mirmecomorfismo si ritrovano in diverse famiglie di Rincoti e possono riguardare solo i maschi, solo le femmine o solo gli stadi giovanili di una specie.
Le neanidi di Hyalimenus spp. (Alydidae) nei diversi stadi del loro sviluppo mutano dimensioni e colorazione, assumendo di volta in volta le sembianze di diverse specie di formiche. Tale somiglianza induce le formiche a proteggerle dagli attacchi dei predatori. Casi di mirmecomorfismo sono documentati anche nelle neanidi di altre specie di Alydidae (p.es. Alydus calcaratus, Dulichius inflatus).
Anche nel caso dell'eterottero Himacerus mirmicoides (Nabidae), il mirmecomorfismo riguarda solo le neanidi, che hanno i margini del 2° e del 3° tergite addominale più chiari del resto dell'addome, dando l'illusione di una struttura simile al peziolo delle formiche.
Nel caso dell'eterottero nordamericano Coquilletia insignis (Miridae), solo la femmina è mimetica, mirmecomorfa ed attera, e, nel corso del suo sviluppo mima, in forma e dimensioni, diverse specie di formiche. Tra i Miridi sembianze mirmecomorfe sono presenti anche in Systellonotus alpinus, Myrmecoris gracilis, Pithanus maerkeli, Systellonotus triguttatus, solo per citare alcuni esempi.
Nell'omottero indiano Formiscurra indicus (Caliscelidae) il mirmecomorfismo è presente solo nei maschi.

## Tisanotteri

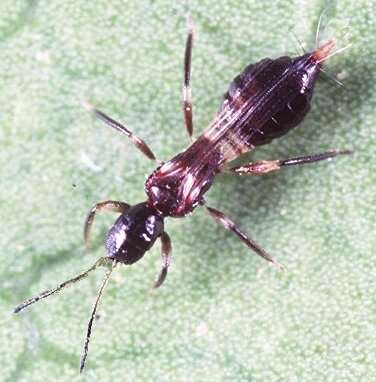
Franklinothrips vespiformis

Le femmine di Franklinothrips (Thysanoptera, Aeolothripidae) mimano le formiche sia nell'apparenza che nel comportamento. Il mirmecomorfismo è presente anche in altri generi di Aeolothripidae, tra cui, per esempio, Aeolothrips albicinctus in Europa e A. bicolor in Nord America, Desmothrips reedi in Australia, Allelothrips in Africa e India, Stomatothrips nelle Americhe.

## Tisanuri
Parecchie specie di Thysanura assumono sembianze simili a quelle delle formiche grazie ad una striscia addominale chiara che simula il peziolo. In particolare il mirmecomorfismo è presente in diverse specie della famiglia Nicoletiidae (p.es. Trichatehira manni, Trichatehira borgmeieri, Grassiella rettenmeyeri) che vivono all'interno delle colonie di formiche legionarie.